# Cathédrale Saint-Louis-et-Saint-Nicolas de Choisy-le-Roi
La cathédrale Saint-Louis-et-Saint-Nicolas de Choisy-le-Roi est une église construite à Choisy-le-Roi par Ange-Jacques Gabriel sur ordre de Louis XV pour remplacer l'ancienne église, trop petite et trop proche de la Seine. Elle dépend du diocèse de Créteil et elle est dédiée à saint Louis et à saint Nicolas. Elle est classée aux monuments historiques le 7 novembre 1975.

## Histoire
La nouvelle église devait être au cœur du nouveau village projeté dès 1746. En 1748, Gabriel donne deux projets : le premier avec un ordre toscan à l'intérieur et à l'extérieur, le second, qui fut réalisé, sans cet ordre. L'absence d'ordre fait l'originalité de cette église, où la monumentalité sobre est atteinte par le travail des surfaces. Louis XV en pose la première pierre le 4 juillet 1748.  
La tour clocher est détachée à droite de la nef et ne comporte que deux niveaux (alors que le premier projet en avait prévu trois). De ce fait, les cloches, très basses, ne portent pas très loin, ce dont les villageois se plaignirent au XVIIIe siècle. 
L'anecdote selon laquelle Louis XV aurait interdit l'usage des cloches est sans fondement (seul le glas était prohibé lors des séjours royaux). 
L'église est consacrée le 21 septembre 1760 par Mgr de Beaumont, archevêque de Paris, en présence de douze autres évêques (représentant les douze apôtres), du Roi et de la cour, ainsi que des villageois. L'intérieur de l'église abrite deux statues de Jacques Bousseau représentant Saint Louis et Saint Maurice (1729). 
À la révolution, l'église est désacralisée, elle est utilisée tout à tour comme salle des gardes, tribunal révolutionnaire, mairie, justice de paix, commissariat de police et même bibliothèque. Elle est restaurée au début du XIXe siècle.
Le cul-de-four et les chapelles latérales sont décorées en (1878), de peintures de Jacques Pauthe (1809-1889) et de son fils Paul Pauthe .
Lorsque le nouveau diocèse de Créteil est érigé en 1966, l'église devint l'église cathédrale du diocèse et le demeura jusqu'en 1987, date à laquelle Notre-Dame de Créteil, nouvellement construite, devint la nouvelle cathédrale. Depuis lors, elle garde le titre de cathédrale à titre honorifique, sans plus en avoir la fonction. L'église est restaurée en 2007.

## Architecture

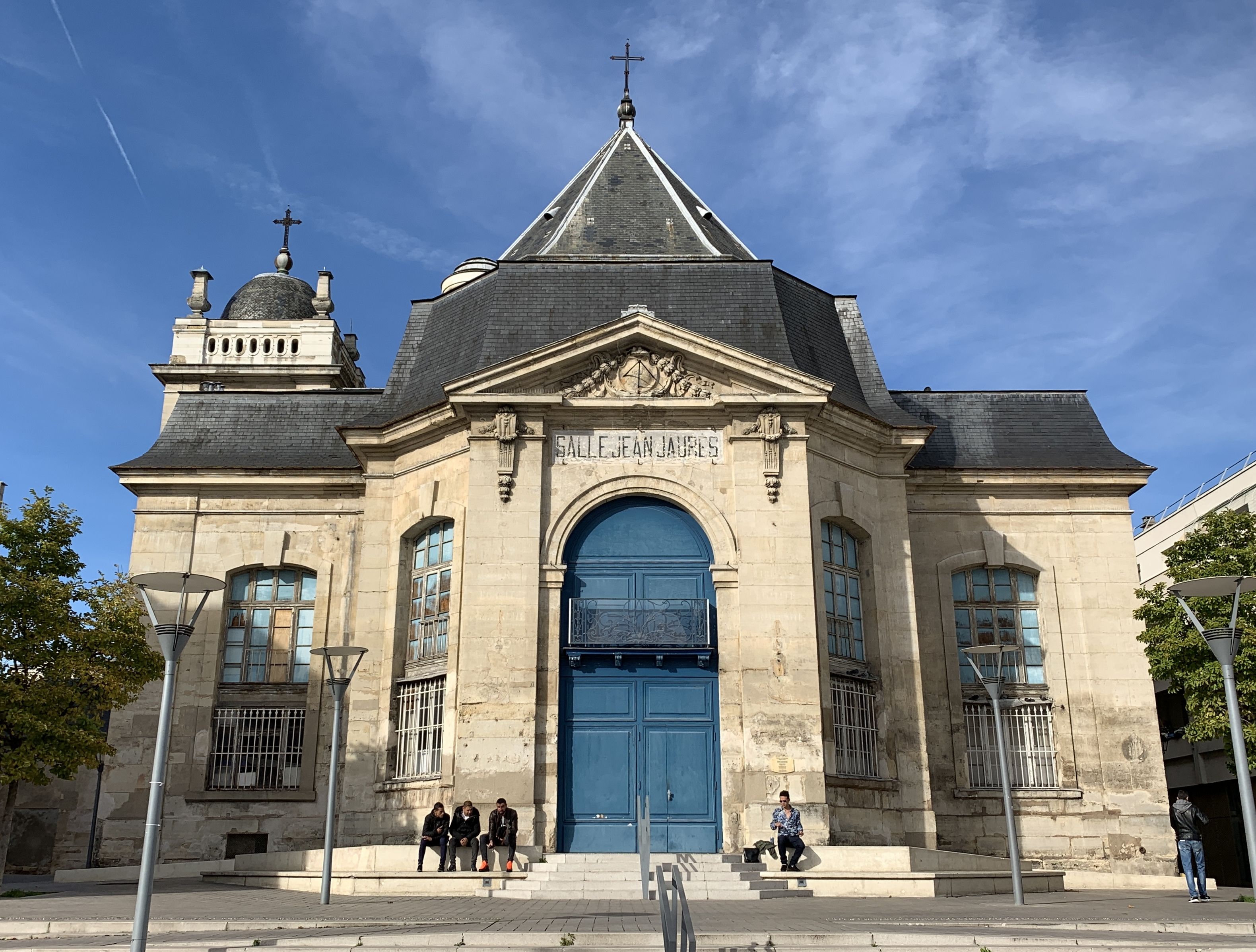
Chevet de l'église.

L'église de style classique possède une nef à trois vaisseaux. Son chevet, recouvert d'un toit à la Mansart, est à pan coupés avec un petit fronton encastré dans un petit pavillon donnant sur les jardins du château pour permettre à Louis XV de rejoindre directement l'église. Le chevet possède du côté droit une tour-clocher quadrangulaire. Un lanternon décore la toiture de la nef. La toiture est en croupe sur le vaisseau central.
La façade antérieure est à refends et à volutes, avec en son milieu un portail en plein cintre. Elle est couronnée d'un fronton et percée de niches sur les collatéraux. L'abside est semi-circulaire avec un cul-de-four.

## Curés
Curés de l'église paroissiale:
- 1807 : Barraud, actif cette année là[7]